# Leitungsnetz

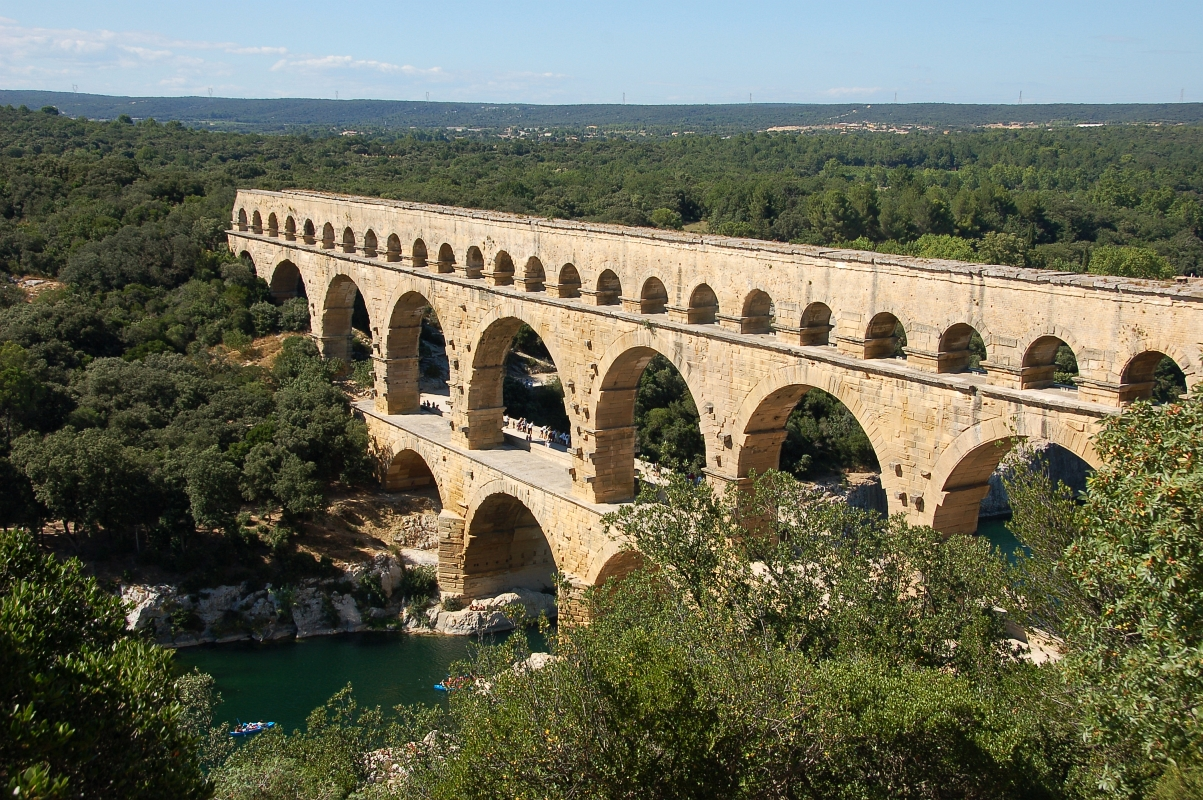
Ein historisches Leitungsnetz: Pont du Gard bei Nîmes

Leitungsnetz ist der Oberbegriff für eine Verkehrsinfrastruktur, in welcher die einzelnen Elemente (Kabel, Rohrleitungen) zu einem Netzwerk miteinander verbunden sind.

## Allgemeines
Leitungsnetze gehören zu den Verkehrsnetzen und bilden einen Teil der immateriellen Verkehrsinfrastruktur, ihre Elemente wie beispielsweise die Kabel eines Kabelnetzes gehören zur materiellen Verkehrsinfrastruktur. Leitungsnetze bestehen aus systematisch verbundenen Leitungen, die der Versorgung und Entsorgung mit flüssigen, verflüssigten oder gasförmigen Stoffen, elektrischer Energie oder Nachrichten dienen. Typische Beispiele sind die Netze für Abwasserentsorgung, Energieversorgung, Trinkwasserversorgung sowie leitungsbasierte Netze für den Nachrichtenverkehr.
Für die Funktionsfähigkeit des Gemeinwesens (Daseinsvorsorge) sind leistungsfähige Leitungsnetze, die eine sichere Versorgung mit Trinkwasser, Erdgas, Fernwärme, Elektrizität und Telekommunikation sowie eine umweltfreundliche und sichere Entsorgung des Abwassers gewährleisten, unerlässlich. Die durch Leitungen hindurchgeführten Stoffe werden nicht vom Erzeuger verwendet, sondern nutzen Leitungen als Transportwege, um zum Verbraucher zu gelangen. Ein Transport über die herkömmlichen Verkehrswege (Landverkehr, Wasserverkehr oder Luftverkehr) kommt aus technischen und/oder wirtschaftlichen Gründen kaum in Frage.

## Geschichte

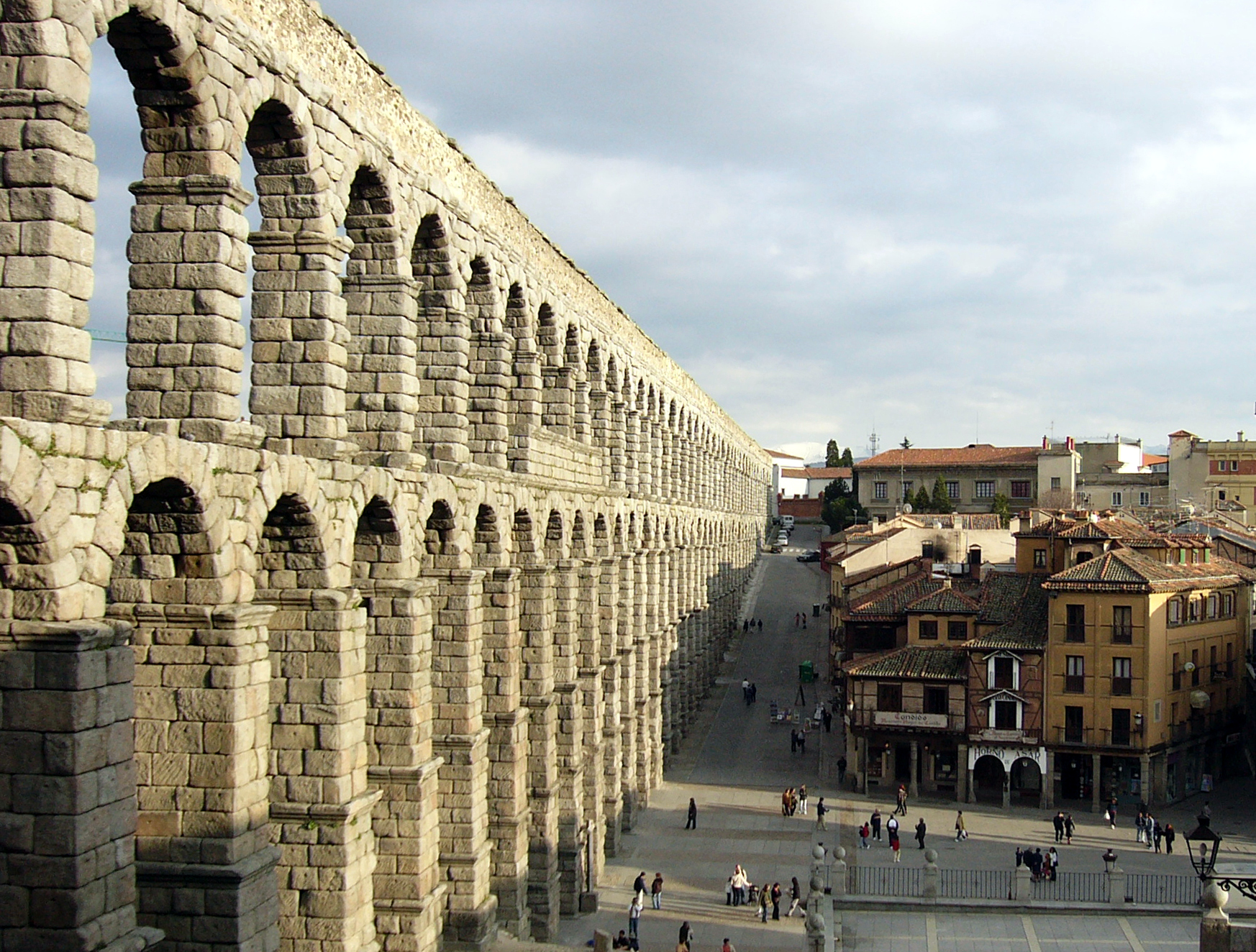
Das römische Aquädukt in Segovia

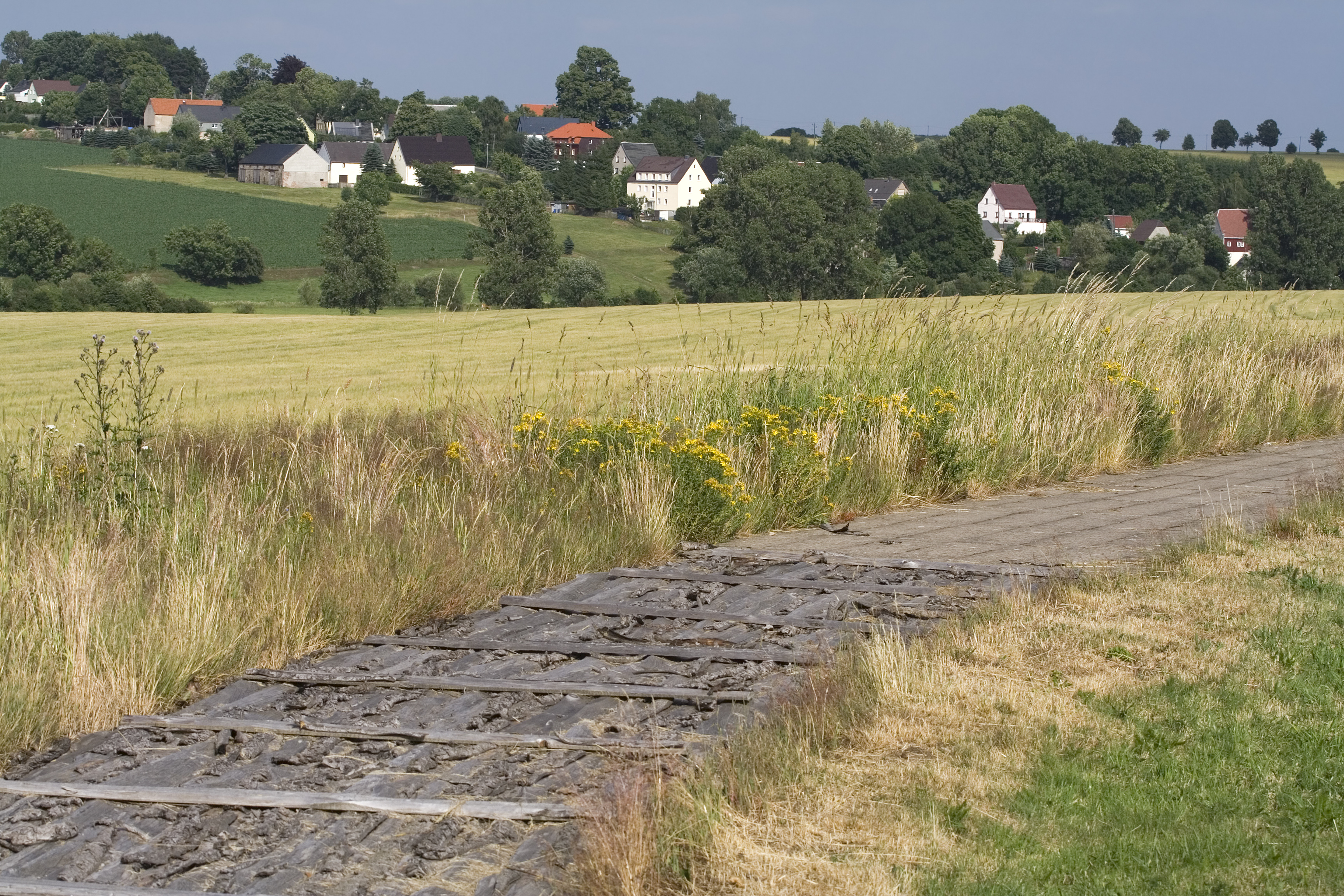
Abgedeckter Abschnitt des Hohbirker Kunstgrabens bei Brand-Erbisdorf

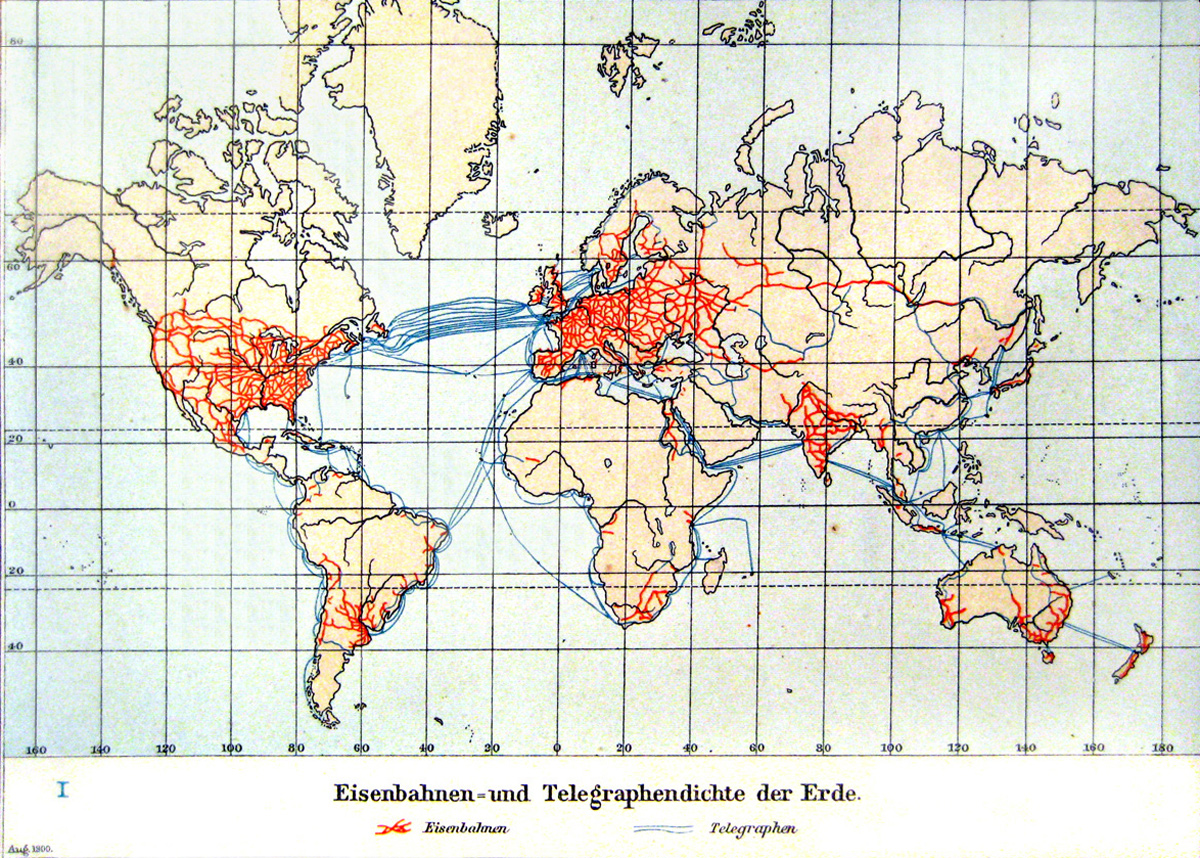
Karte (Eisenbahnen- und) Telegraphennetze der Erde um 1900

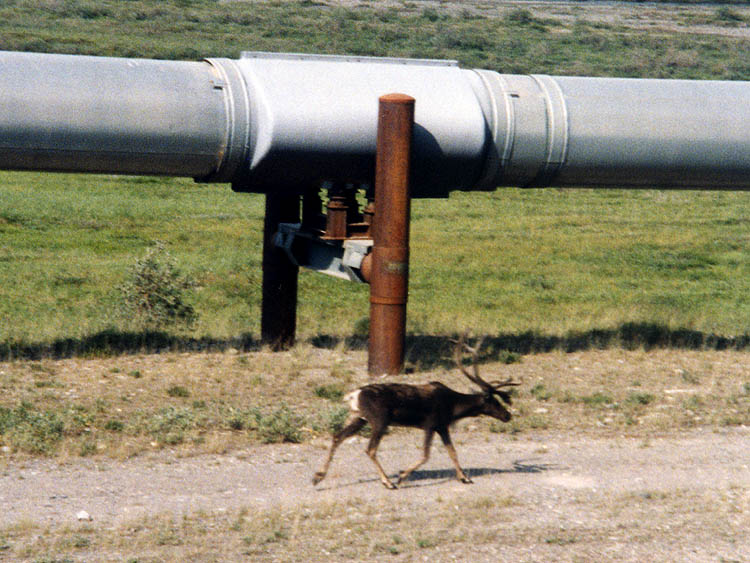
Trans-Alaska-Pipeline mit Karibu zum Größenvergleich

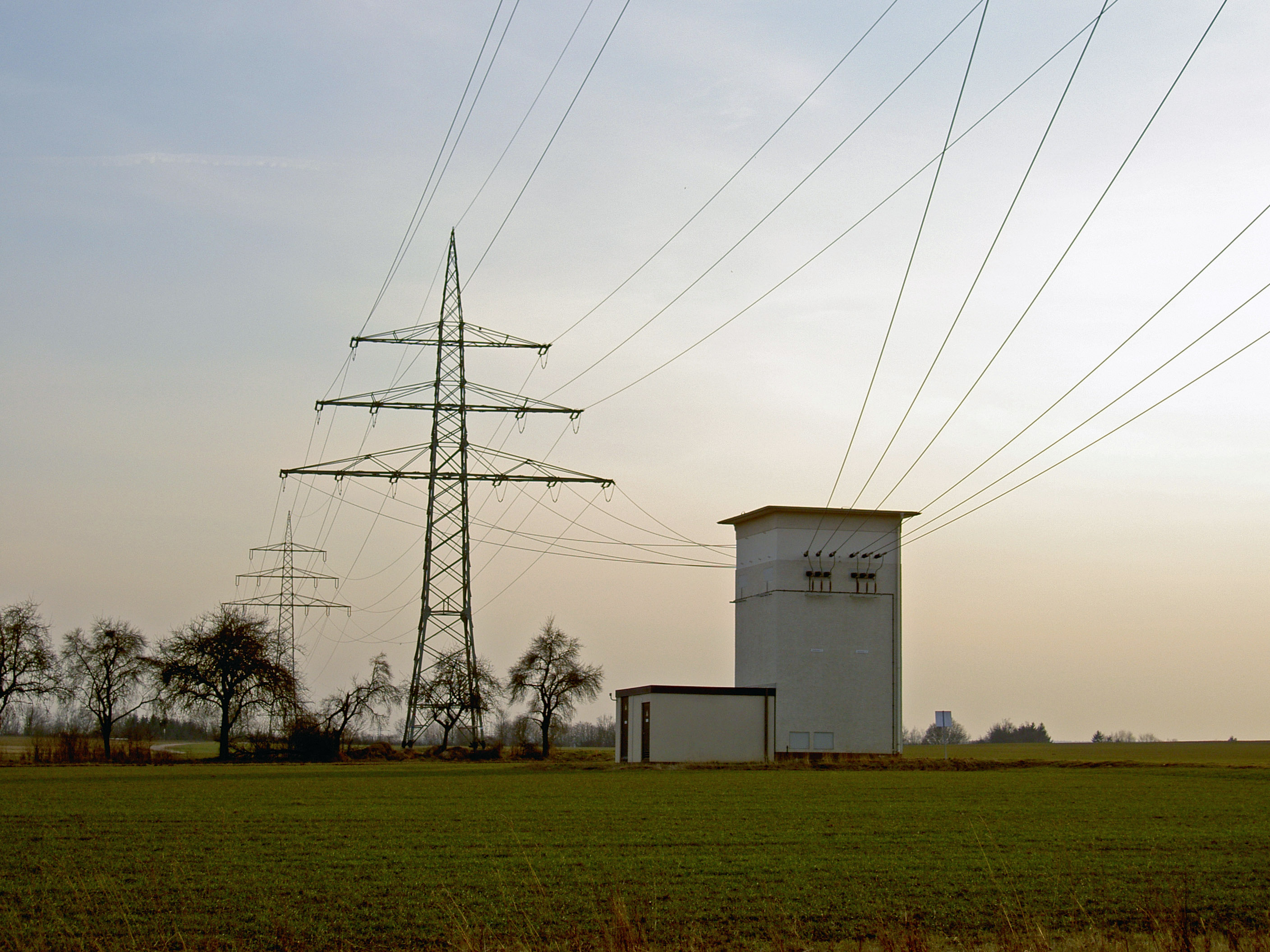
Freileitung mit Transformatorabzweig

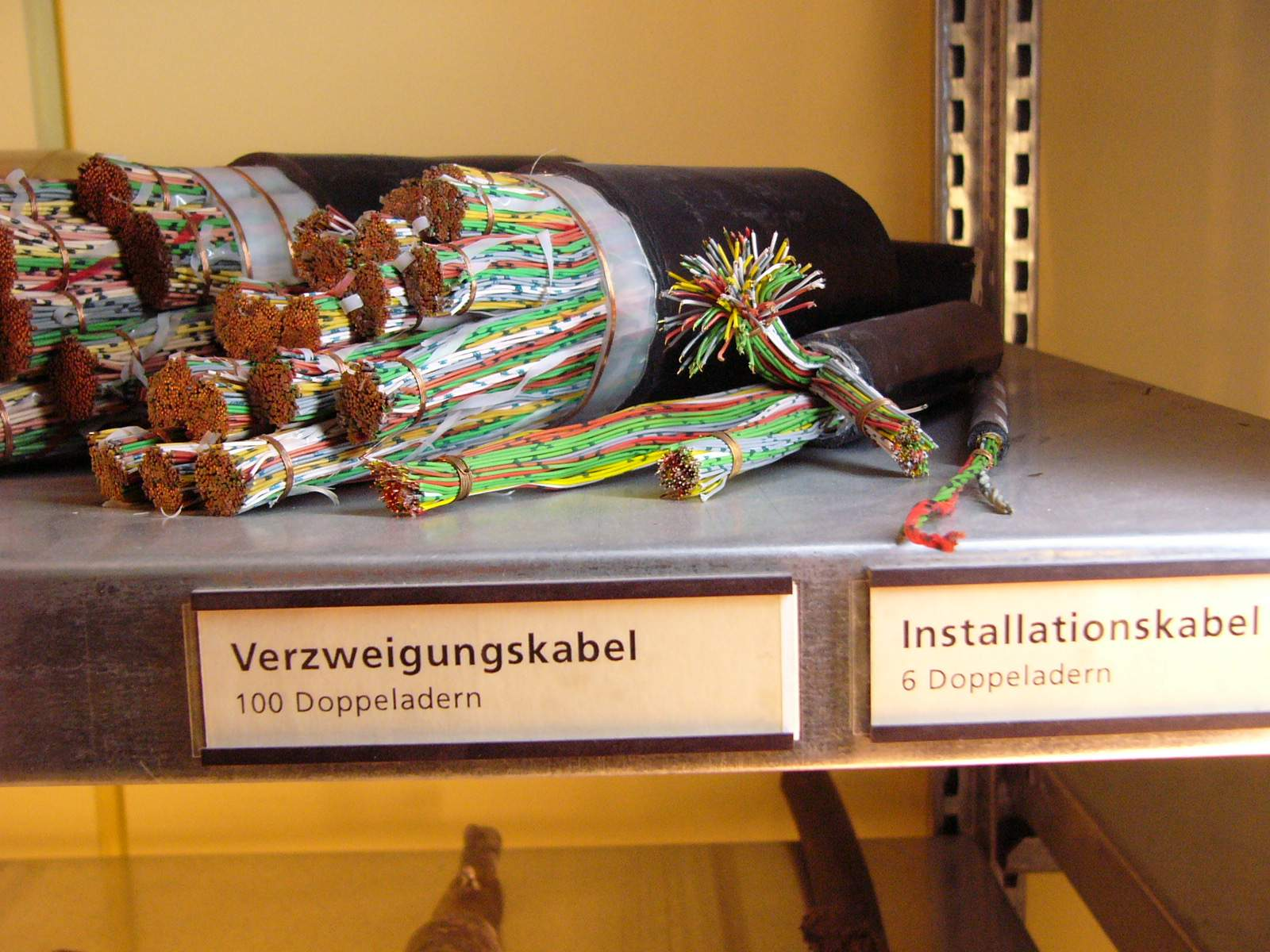
Hauptkabel, Verzweigungskabel und Installationskabel mit 2000, 100 und 6 Doppeladern

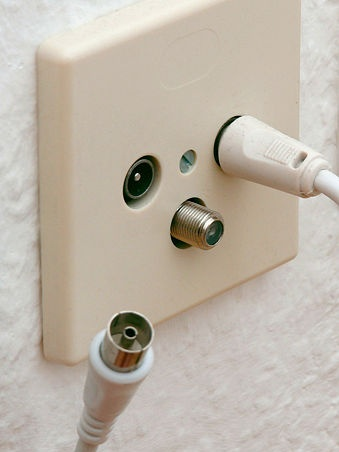
Breitbandanschlussdose

In Vorderasien und Ägypten sind bereits aus vorchristlicher Zeit stammende Rohre und Rohrleitungen aus Ton und Kupfer für Trinkwasser gefunden worden. Die ältesten Wasserleitungen in der historischen Überlieferung werden Ramses dem Großen, Semiramis und dem König Salomo (Jerusalem) zugeschrieben. In Pergamon existierten bereits Druckwasserleitungen zur Versorgung von Haushalten. Auch das Bewässerungssystem von Turfan in China ist von hohem Alter. 
Die Überreste der Aquädukte von Palmyra (Ende des 2. Jahrhunderts errichtet) und Samos (Tunnel des Eupalinos, im 6. Jahrhundert v. Chr. von Eupalinos von Megara erbaut) sind Beispiele von unterirdischen Kanälen, die das Wasser aus mehr oder weniger entfernt liegenden Quellen in die Städte führten. Für die Wasserversorgung von Ninive ließ der assyrische König Sanherib 691 v. Chr. einen 48 Kilometer langen Aquädukt bauen, der mit einer 280 Meter langen und 9 Meter hohen Brücke mit fünf Öffnungen über ein Tal führte.
Der römische König Lucius Tarquinius Priscus erkannte bereits im 5. Jahrhundert v. Chr., das viel Wasser auch viel Abwasser hervorruft. Er ließ mit der Cloaca Maxima ein in Teilen noch heute verwendetes Abwassersystem anlegen. Die Römer bauten ihren ersten größeren Aquädukt, die 16,4 km lange Aqua Appia, im Jahre 312 v. Chr. für die Versorgung von Rom. Heute besonders erhaltene Aquädukte sind der Pont du Gard bei Nîmes und der Aquädukt von Segovia. 
Im Mittelalter wurde in Nürnberg und Augsburg ein Grubensystem vorzugsweise für Fäkalien zur Ableitung in den Fluss angeordnet; zur Wasserversorgung bauten die Kommunen seit dem 13. Jahrhundert Wasserleitungen aus Holzröhren (Pipen) und verfügten über Leitungsnetze und zahlreiche Brunnen. In Frankfurt am Main gab es seit 1342 ganze Leitungsnetze. Auch in der Landwirtschaft spielten Leitungsnetze zur Bewässerung oder auch zur Entwässerung eine zentrale Rolle.
Noch im 18. Jahrhundert wurde in Deutschland Abwasser über Rinnen am Straßenrand entsorgt. Der Arzt Johann Ludwig Formey schrieb hierzu 1796: „Auf beiden Seiten der Straßen sind Rinnen angebracht, welche das Wasser und die Unreinigkeiten aus den Häusern aufnehmen und sie nach dem Flusse … hinzuführen“. Wie die Leitungsnetze für das Trinkwasser wurden auch die unterirdischen Kanalisationen selbst in den Großstädten erst in der zweiten Hälfte des 19. Jahrhunderts systematisch aufgebaut. Im Jahre 1849 stand die erste Telegraphenverbindung zwischen Berlin und Frankfurt am Main, die öffentliche Wasserversorgung begann in Deutschland 1854, die Stromversorgung startete 1885 in Berlin. Inzwischen besaß Paris im Jahre 1852 ein Leitungsnetz von etwa 700 km, während die Kanalisation 107 km maß. Bereits 1869 erstreckte sich das Leitungsnetz auf 1.547 km und die Kanalisation erreichte 560 km.
Mit der Nutzung der Dampfmaschine entstanden leistungsfähige Pumpsysteme, die Rohrleitungsnetze in neuen Dimensionen ermöglichten und Generatoren zur Erzeugung elektrischer Energie antrieben, welche in Stromnetzen transportiert und verteilt wurde und auch die Nachrichtenübermittlung revolutionierte. Für den elektrischen Morsetelegraph und den Fernschreiber wurden ganz neue Leitungsnetze zur Informationsübermittlung realisiert, die ab 1881 die Grundlage für die späteren Telefonnetze und aktuelle Kommunikationsnetze bildeten.
Die erste deutsche Rohöl-Pipeline Nord-West Oelleitung verbindet seit Dezember 1958 Wilhelmshaven mit Raffinerien im Emsland, im westlichen Ruhrgebiet und im Kölner Raum. Mit einer Länge von 8.900 km ist die im Dezember 1963 eröffnete Erdölleitung Freundschaft (russisch druschba) die längste der Welt. Der Bau der Trans-Alaska-Pipeline mit einer Länge von 1.287 km begann im April 1974 und endete im Juni 1977. Das Erdöl benötigt bei einer Fließgeschwindigkeit von 6 km/h knapp 12 Tage. In Westeuropa gab es 2002 etwa 250 Rohrleitungssysteme. Baubeginn für die 1.224 km lange Erdgas-Pipeline Nord Stream (1) war Dezember 2005, ihre Inbetriebnahme fand im November 2011 statt. Nord Stream (2) begann im Mai 2018, ihre Fertigstellung erfolgte im September 2021.

## Netzverbindung
Leitungsnetze stellen die unmittelbare physische Verbindung zwischen dem Betreiber oder Erzeuger (Energieversorgungsunternehmen, Rundfunkanstalten) und dem Abnehmer her. Die letzte Netzebene (für Kabelfernsehen oder in der Stromversorgung) bis zum Abnehmer ist die so genannte letzte Meile.

## Arten
Zu unterscheiden sind je nach Beschaffenheit der Leitungen der Leitungs- und der Nachrichtenverkehr:
| Verkehrsart        | Transportmittel                                      | Netzwerk | Verkehrsinfrastruktur                                                |
| ------------------ | ---------------------------------------------------- | --- | -------------------------------------------------------------------- |
| Leitungsverkehr    | Rohrleitungen: Rohöl-, Gas-Pipelines; Kabelleitungen | Central Europe Pipeline System Breitbandnetze, Glasfasernetze, Stromnetze, Telefonnetze, Trinkwassernetze, Verbundnetze | Energiespeicher, Trinkwassertalsperren, Verteilnetze, Wasserbehälter |
| Nachrichtenverkehr | Funkwellen Kabel                                     | Funknetze (Mobilfunknetze, Infrastruktur-Netzwerke) Kabelnetze, Kabelfernsehnetze, Kommunikationsnetze                  | Backbones, Rundfunksender, Server                                    |

Die Leitungsnetze werden wegen ihrer unterschiedlichen Beschaffenheit in den Leitungsverkehr und den Nachrichtenverkehr unterteilt.

### Leitungsnetze zum Stoff- und stofflichem Energietransport
Die Anfänge bildete der Bau von offenen Wasserleitungen als Wassergraben, bei Bedarf ergänzt durch Wassertunnel und Aquädukte (Wasserbrücken). Dabei gewann neben dem Transport von Trinkwasser auch der Transport von Wasser als Energiequelle in Kunstgräben wachsende Bedeutung. Ziel war es dabei, am Standort einer Wasserkraftmaschine einen möglichst großen Höhenunterschied zum tieferen Ablauf (Aufschlaghöhe) zu erhalten, um die Energieausbeute zu maximieren. In der Regel handelte es sich um offene Freispiegelleitungen, bei denen der Flüssigkeitstransport durch die Schwerkraft erfolgt. Das Wasser aus diesen Leitungsnetzen trieb damals vor allem Antriebsmaschinen im Bergbau, wie z. B. Kunsträder, Kehrräder, Wassersäulenmaschinen oder Turbinen an, die die industrielle Revolution vorantrieben. Offene Systeme werden zwar beispielsweise in Abwassernetzen immer noch eingesetzt, spielen heute aber nur noch eine untergeordnete Rolle. Vorwiegend werden Druckleitungen verwendet. Kleinere Druckleitungsnetze dienen beispielsweise in Krankenhäusern zur Sauerstoffversorgung oder in Werkstätten zur Druckluftverteilung als Antriebsenergie. Fernwärmenetze dienen der Versorgung mit Wärmeenergie.
Die Trinkwasserversorgung geschieht über ein weit verzweigtes Wasserverteilungssystem.
Das Abwassernetz wird als Kanalisation bezeichnet, Trinkwassernetze gehören einem Wasserverteilungssystem an. Pipelines können zu Netzen zusammengeschlossen werden.

### Stromnetz
Beim Stromnetz gibt es folgende Unterteilung:
| Netzebene                  | Spannungsebene | Nennspannung                  |
| -------------------------- | -------------- | ----------------------------- |
| Überlandleitung            | Höchstspannung | 220 kV, 380/400 kV            |
| überregionales Verteilnetz | Hochspannung   | 50 kV, 110 kV, 132 kV, 150 kV |
| lokales Verteilnetz        | Niederspannung | 0,22 kV, 0,38 kV              |

In § 3 EnWG sind sämtliche Netzwerke der Energiewirtschaft aufgezählt.
Stromnetze mit Freileitungen und Erdkabeln auf verschiedenen Spannungsebenen dienen dem Transport und der Verteilung elektrischer Energie. In Deutschland wird der Stromtransport über größere Entfernungen von nur vier Übertragungsnetzbetreibern realisiert. Die Stromverteilung auf regionaler Ebene übernehmen eine Vielzahl von Verteilnetzbetreibern.

### Leitungsnetze zur Kommunikation
Das Telefonnetz als Verteilnetz auf elektrischer oder optischer Leitungsbasis dient zur Übermittlung und Verteilung von Informationen weltweit. Ursprünglich als analoger Übertragungsweg konzipiert, ermöglicht die Umstellung auf digitale Übertragungstechnik deutliche Verbesserungen in der Übertragungsqualität und bei den möglichen Übertragungsvolumen. Dabei ermöglicht die ADSL-Technologie die gleichzeitige Nutzung von Sprach- und Informationsübertragung. Ergänzt wird das leitungsgebundene Netz durch drahtlose Kommunikationswege wie Funk- und Satellitennetze.
Über koaxiale Kabelnetze wurde ursprünglich vor allem in Städten der Zugang zu Rundfunk- und Fernsehangeboten realisiert. Nach umfassendem Ausbau auf Breitbandtechnik und Digitalisierung bieten diese Leitungsnetze heute über Kabelmodem umfassenden Zugang zu Informations- und Kommunikationsangeboten und konkurrieren daher teilweise mit den Telefonnetzen.

### Internet
Der Begriff „Internet“ bezeichnet zunächst lediglich die Tatsache, dass vernetzte Computer weltweit über ein gemeinsames Protokoll (TCP/IP) überwiegend durch Verbindung bestehender Einzelnetze untereinander digitale Daten austauschen können („Inter-Networking“ = Internet). Damit ist das Internet ein Netzwerk. Der häufig verwendete Begriff der Online-Kommunikation impliziert eine Priorisierung der Datenleitungen und hat dazu geführt, dass umgangssprachlich heute auch das Leitungsnetz als Internet bezeichnet wird; dieses besteht in den meisten beteiligten Staaten aus Hochgeschwindigkeitsverbindungen als Backbones, die Datennetze oder Rechnernetze miteinander verbinden. 
Eine positive Netzwerksicherheit ist dadurch gekennzeichnet, dass die gesendeten Daten zuverlässig von einem Computer zum anderen übertragen werden können. Dies setzt eine Stabilität der Internet-Server und der Leitungsnetze voraus. 

## Wirtschaftliche Aspekte
Die so genannten leitungsgebundenen Energieträger (elektrischer Strom, Erdgas, Fernwärme) benötigen für den wirtschaftlichen Transport Leitungsnetze, deren Ausbau und Wartung für die Versorgungssicherheit bei diesen Energieträgern notwendig ist. Auch deshalb gehören Leitungsnetze zu den kritischen Infrastrukturen und besitzen somit Systemrelevanz. Die durch die einzelnen Netze hindurchgeführten Stoffe oder Nachrichten können meist nicht auf andere Weise vom Erzeuger zum Verbraucher gelangen.
Aufgrund der Vernetzung bestehen sowohl sektorübergreifend als auch grenzüberschreitend starke, nicht-lineare Interdependenzen. Dies kann dazu führen, dass sich eine Störung von einem Betreiber eines Netzes durch Kaskadeneffekt auf andere Betreiber oder Verbraucher ausbreitet und somit die Bevölkerung gefährdet.